# Dipartimento del Mincio
Il dipartimento del Mincio fu un dipartimento della Repubblica Cisalpina, della Repubblica Italiana e del Regno d'Italia, dal 1797 al 1814. Prendeva il nome dal fiume Mincio e aveva come capoluogo Mantova.

## Storia
Il dipartimento, che non era parte del territorio originale della Repubblica, fu creato con la riorganizzazione dipartimentale del 5 novembre 1797, in seguito alla fine dell'assedio di Mantova. Nonostante la chiara identità del Mantovano, frutto di una tradizione statuale pluricentenaria, nei suoi primi anni il dipartimento dovette subire varie vicissitudini frutto della sua posizione strategica nei riguardi delle continue guerre contro l'Austria: in tal senso, al di là della breve cessione di alcuni comuni all’effimero Dipartimento del Benaco e dell’Oltrepò mantovano ai dipartimenti a sud del Po nell’idea di rettificare il confine sul fiume, il mutamento più rilevante fu la provvisoria incorporazione dei comuni veronesi rimasti orfani del loro capoluogo naturale nel periodo in cui la città scaligera rimase sotto la dominazione asburgica in seguito al trattato di Campoformio e, in parte, al trattato di Lunéville, e di parte di quelli dell’Oltrepò ferrarese ricevuti col trattato di Tolentino. L’incorporazione dei comuni veronesi, con alle spalle un ordinamento storico statale completamente diverso, risultò tuttavia particolarmente problematico: la situazione giustificò quindi dapprima la creazione di uno speciale Circondario veronese durante la Repubblica Italiana, e poi col Regno d'Italia fu risolta separando il nuovo Dipartimento dell'Adige . Solo l'8 giugno 1805 il dipartimento ritrovò poi la sua compartimentazione storica, e crebbe quindi con l'aggiunta dei comuni mantovani dell'Alto Po cedendo di contro quelli rovigoti al Basso Po.

## Geografia antropica

### La suddivisione all'istituzione nel 1797
Con la legge 7 pratile anno VI, emanata il 26 maggio 1798, il territorio dipartimentale fu ripartito in 22 distretti, 8 dei quali costituiti da comuni che facevano distretto a sé:
1. Comune di Mantova
2. distretto di Curtatone
3. distretto di Roncoferraro
4. distretto di Mantova
5. distretto di Ostiglia
6. distretto di Governolo
7. distretto di Roverbella
8. distretto di Goito
9. distretto di Gazoldo
10. distretto di Marcaria
11. Comune di Castellucchio
12. Comune di Borgoforte
13. distretto di Castellaro
14. Comune di Cerea[1]
15. distretto di Sanguinetto
16. distretto di Bovolone
17. Comune dell'Isola della Scala
18. distretto di Isola della Scala
19. Comune di Bergantino[2]
20. Comune di Mellara
21. Comune di Massa
22. distretto di Massa

### La suddivisione del 26 settembre 1798
Con la legge 15 fruttidoro anno VI, emanata il 5 settembre 1798, i dipartimenti della Repubblica Cisalpina vennero ridotti da 20 a 11; in seguito a ciò, al dipartimento del Mincio furono aggregati territori già appartenuti ai dipartimenti confinanti: nel caso di Asola, questo cambiamento divenne definitivo.
Il dipartimento acquisì dunque i confinanti comuni ex veronesi e come detto anche qualche comune storicamente bresciano del soppresso dipartimento del Benaco, e tutti i comuni dell'Oltrepò mantovano che erano stati spezzettati fra tre dipartimenti, restituendo di contro quelli rovigotti.
Con la successiva legge 5 vendemmiale anno VII, emanata il 26 settembre 1798, il dipartimento del Mincio, ingrandito, fu diviso in 13 distretti:
1. distretto di Mantova
2. distretto di Governolo
3. distretto di Ostiglia
4. distretto di Isola della Scala
5. distretto di Castellaro
6. distretto di Villafranca[4]
7. distretto di Castiglione[5]
8. distretto di Goito
9. distretto di Asola[6]
10. distretto di Marcaria
11. distretto di Gonzaga[7]
12. distretto di Revere[8]
13. distretto di Sermide[9]

### La suddivisione del 13 maggio 1801
Il Trattato di Lunéville rettificò sull’Adige il confine orientale con l’Austria a favore della repubblica. Il dipartimento del Mincio acquisì tutta la parte del Veronese divenuta repubblicana, compresa Verona Ovest, dato che la stessa città scaligera fu divisa in due dal fiume divenuto confine.
I nuovi distretti, basati sugli arrondissements francesi, furono quattro:
1. Mantova
2. Revere
3. Verona
4. Castiglione delle Stiviere

### Decreto 8 giugno 1805
Il dipartimento del Mincio conobbe la sua definitiva sistemazione nel 1805 allorquando, recuperati i comuni mantovani dell’Alto
Po, fu suddiviso in tre distretti sul modello degli arrondissement francesi.
- Distretto di Mantova
  - Cantone di Mantova
  - Cantone di Roverbella
  - Cantone di Marcaria
  - Cantone di Borgoforte
  - Cantone di Bozzolo
  - Cantone di Sabbioneta
  - Cantone di Viadana
- Distretto di Revere
  - Cantone di Revere
  - Cantone di Ostiglia
  - Cantone di Gonzaga
  - Cantone di Sermide
- Distretto di Castiglione
  - Cantone di Castiglione
  - Cantone di Goito
  - Cantone di Castel Goffredo
  - Cantone di Canneto

## Prefetti di Mantova
La prefettura di Mantova fu creata nel 1802 sull'esempio francese. Dal 1805 il prefetto divenne l'unico responsabile dell'amministrazione dipartimentale.
- Gaetano Boari (1802-1804)
- Stanislao Cossoni (1804-1809)
- Giovanni Tammassia (1809-1810)
- Michele Vismara (1810-1814)